# اسماعیل لوپز (بازیکن فوتبال، زاده ۱۹۷۸)
اسماعیل لوپز (انگلیسی: Ismael López؛ زادهٔ ۲۷ فوریهٔ ۱۹۷۸) بازیکن فوتبال اهل اسپانیا است.
از باشگاه‌هایی که در آن بازی کرده‌است می‌توان به باشگاه فوتبال هرکولس، باشگاه فوتبال دپورتیوو آلاوس، باشگاه فوتبال بارسلونا سی، باشگاه فوتبال رئال مورسیا، باشگاه فوتبال رئال بتیس، باشگاه فوتبال الچه، باشگاه فوتبال بارسلونا بی، باشگاه فوتبال گرانادا، باشگاه فوتبال خرز، و باشگاه فوتبال بارسلونا اشاره کرد.
وی همچنین در تیم ملی فوتبال زیر ۱۸ سال اسپانیا بازی کرده‌است.